# Liste der Monuments historiques in Savouges
Die Liste der Monuments historiques in Savouges führt die Monuments historiques in der französischen Gemeinde Savouges auf.

## Liste der Objekte
| Bezeichnung                               | Beschreibung                                                          | Standort                        | Kennzeichnung | Schutzstatus | Datum | Bild |
| ----------------------------------------- | --------------------------------------------------------------------- | ------------------------------- | ------------- | ------------ | ----- | ---- |
| Baldachin der Hauptaltars                 | Holz, farbig gefasst und vergoldet, 16. Jahrhundert                   | in der Kirche St-Laurent (Lage) | PM21002184    | Classé       | 1911  |      |
| Gemälde Martyrium des heiligen Laurentius | Ölfarbe auf Leinwand, signiert Michaut 1767                           | in der Kirche St-Laurent (Lage) | PM21002185    | Classé       | 1911  |      |
| Turmhahn                                  | Bronze, Eisen, 17. oder 18. Jahrhundert                               | auf der Mairie (Lage)           | PM21002186    | Classé       | 1911  |      |
| Skulptur Heiliger Laurentius (1)          | Holz, 16. Jahrhundert (?)                                             | in der Kirche St-Laurent (Lage) | PM21003704    | Inscrit      | 1976  |      |
| Skulptur Heiliger Laurentius (2)          | Aufsatz eines Prozessionsstabs; Holz, farbig gefasst, 18. Jahrhundert | in der Kirche St-Laurent (Lage) | PM21003705    | Inscrit      | 1976  |      |
| Skulptur Madonna mit Kind                 | Holz, farbig gefasst und vergoldet, 17. Jahrhundert                   | in der Kirche St-Laurent (Lage) | PM21003706    | Inscrit      | 1976  |      |
| Kruzifix                                  | Metall, versilbert, Anfang des 18. Jahrhunderts                       | in der Kirche St-Laurent (Lage) | PM21003707    | Inscrit      | 1976  |      |
| Monstranz                                 | Metall, versilbert, Anfang des 19. Jahrhunderts                       | in der Kirche St-Laurent (Lage) | PM21003708    | Inscrit      | 1976  |      |
| Tabernakel                                | Holz, farbig gefasst und vergoldet, Ende des 17. Jahrhunderts         | in der Kirche St-Laurent (Lage) | PM21003709    | Inscrit      | 1976  |      |